# Night Castle
Night Castle è il quinto album in studio/opera rock del gruppo musicale statunitense Trans-Siberian Orchestra, pubblicato nel 2009.

## Tracce

### Disco 1
1. Night Enchanted – 5:46
2. Childhood Dreams – 4:25
3. Sparks – 6:01
4. The Mountain (Instrumental) – 4:54
5. Night Castle – 3:57
6. The Safest Way Into Tomorrow – 4:57
7. Mozart and Memories (Instrumental) – 5:16
8. Another Way You Can Die – 3:54
9. Toccata - Carpimus Noctem (Instrumental) – 4:02
10. The Lion's Roar (Instrumental) – 4:36
11. Dreams We Conceive – 5:13
12. Mother and Son – 0:41
13. There Was a Life – 9:35

### Disco 2
1. Moonlight and Madness (Instrumental) – 5:04
2. Time Floats On – 3:33
3. Epiphany – 11:00
4. Bach Lullaby (Instrumental) – 0:50
5. Father, Son & Holy Ghost – 6:48
6. Remnants of a Lullaby – 3:10
7. The Safest Way Into Tomorrow (Reprise) – 1:43
8. Embers (Instrumental) – 3:53
9. Child of the Night (The Flower Duet) – 3:29
10. Believe (Savatage remake) – 6:12
11. Nutrocker (Instrumental) – 4:07
12. Carmina Burana – 2:44
13. Tracers (Instrumental) – 5:47